# Adolfo de Castro
Adolfo de Castro y Rossi (Cadix, 6 septembre 1823 - Cadix, 13 octobre 1898) est un érudit et lettré espagnol. Il est connu pour avoir créé de fausses œuvres littéraires, notamment en les faisant attribuer à Miguel de Cervantes.

## Biographie
Adolfo de Castro avait une vaste culture et était un grand lecteur des classiques espagnols, et notamment ceux du siècle d'or espagnol. Il en vint à s'approprier complètement le langage de cette époque et à élaborer des pastiches complexes d'œuvres de Cervante, qu'il fit passer pour originales. C'est notamment le cas de la Lettre à Mateo Vazquez et du Buscapié rédigés en 1844. La supercherie fonctionna et ces œuvres furent traduites dans un grand nombre de langues, et réimprimées de nombreuses fois, jusqu'à ce que Bartolomé José Gallardo révéla que des dizaines de textes dorénavant connues, étaient le fruit du travail d'un érudit. 
Adolfo de Castro se défendit dans la satire Aventuras literarias del iracundo extremeño Bartolomé Gallardete (aventure littéraire du coléreux d'Extrémadure Bartolomé Gallardete) (1851). Il devint maire de Cadiz, puis gouverneur de Cadiz et Huelva, secrétaire du gouvernement à Séville, académicien des Belles Lettres de Séville, et des beaux Arts de Cadiz, et correspondant de l'Académie Royale de la Langue, de l'Histoire, des Sciences Morales et politiques.
Il écrivit des textes d'érudition et de création littéraires, principalement des œuvres de théâtres, soit avec un style propre, soit d'après l'œuvre de tiers. Parmi elles on trouve Historia de Cádiz (1845), augmentée en Historia de Cádiz y su provincia desde los remotos tiempos hasta 1814 (1858), Historia de Jerez (1845), Examen filosófico de las principales causas de la decadencia de España (1851), Gran diccionario de la lengua española (1852), Poetas líricos de los siglos XVI y XVII y curiosidades bibliográficas (deux tomes dans la Biblioteca de Autores Españoles de Rivadeneyra, 1855 a 1857), Filosofía de la muerte (1856), Ernesto Renán ante la erudición sagrada y profana (1864), Cádiz en la Guerra de la Independencia: cuadro histórico (1864), La última novela ejemplar de Cervantes (1872), Varias obras inéditas de Cervantes (1874), La Epístola moral a Fabio no es de Rioja (1875), Estudios prácticos de buen decir y de arcanidades del habla española (1879), Una joya desconocida de Calderón (1881), Libro de los galicismos (1898), Curiosidades lingüísticas (1891), El Quijote de Avellaneda (1899) et de nombreuses autres œuvres.